# Étang de Laparan
L'étang de Laparan est un étang artificiel des Pyrénées françaises situé en Haute-Ariège dans la vallée d'Aston à 1 539 m d'altitude. Le barrage a été édifié entre 1982 et 1985 par EDF.

## Géographie
L'étang est situé sur la commune d'Aston dans une vallée orientée Nord. À l'Est, la pente s'élève jusqu'à environ 2 500 m. L'étang se trouve à la jonction des vallons de l'Aston et du Rieutort, ces vallons sont cernés de crêtes atteignant 2 700 m d'altitude. C'est au niveau de l'étang de Laparan que se termine la piste qui permet l'accès aux sentiers menant au refuge du Rulhe et à la partie haute du vallon de l'Aston notamment vers les étangs de Fontargente, de l'Estagnol et de Joclar .

## Hydrologie
La retenue est alimentée par l'Aston et le Rieutort sur un bassin versant de 34,8 km2 . Ses eaux participent au soutien de l'étiage de la Garonne en synergie avec les barrages de Gnioure, Izourt et Soulcem situés dans la proche vallée de Vicdessos pour 12,4 millions de m3 d'eau restitués.

## Barrage
Le barrage de type voûte achevé en 1985 mesure 76 m de haut pour 280 m de long . Une vidange puis un diagnostic complet ont été opérés avec succès en 2012.

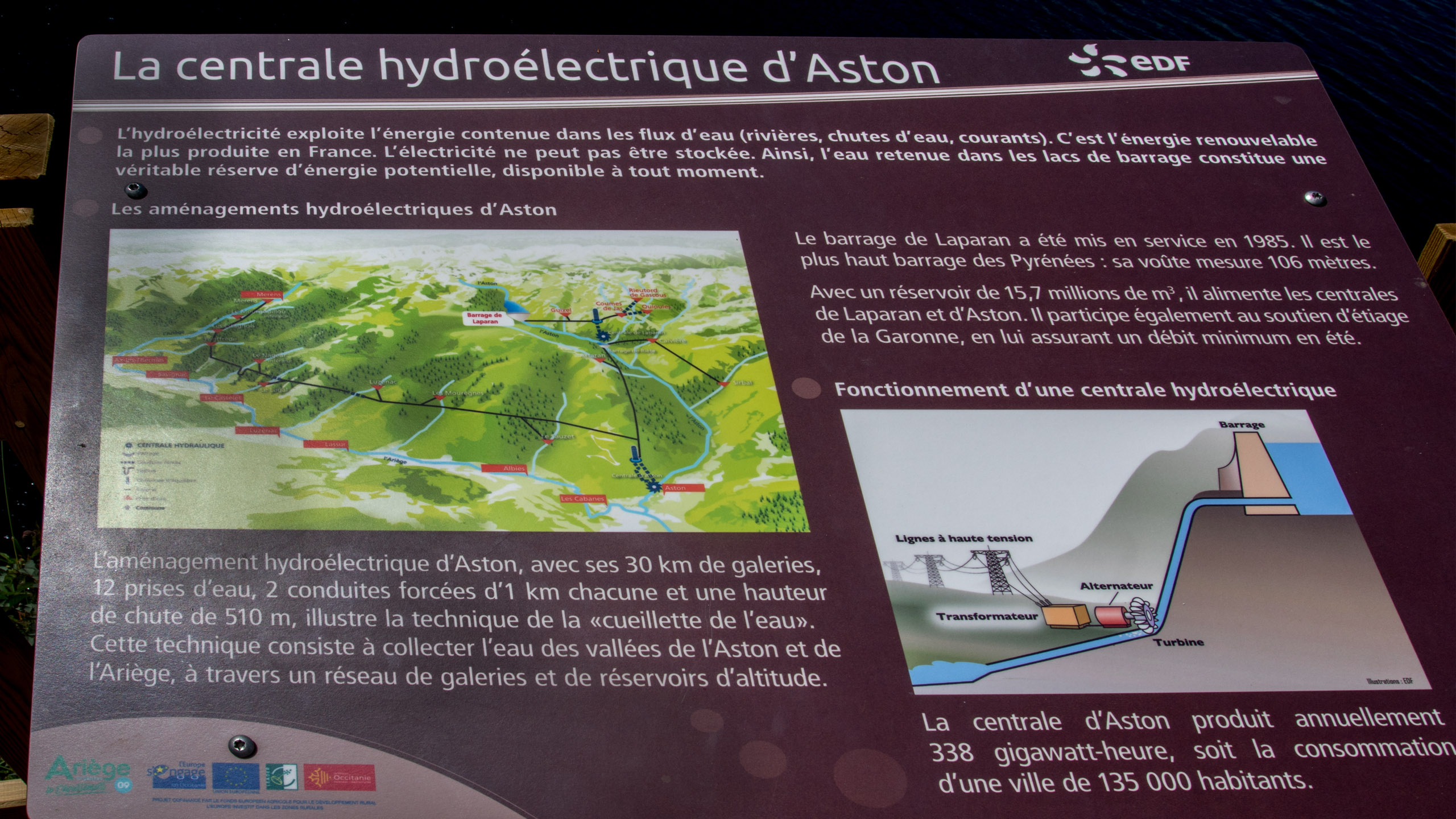
Le barrage de Laparan.
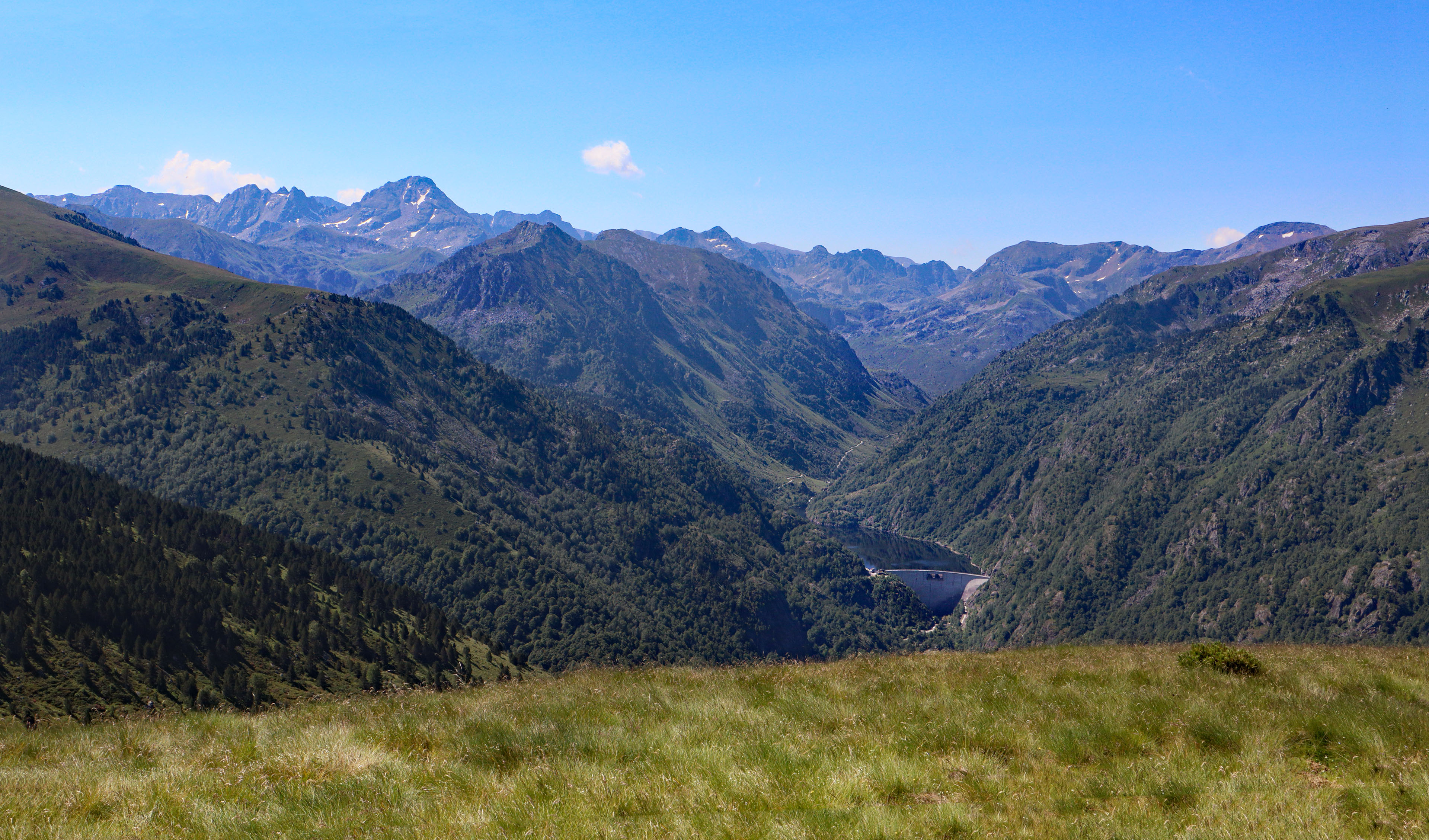
Le barrage de Laparan vu du plateau de Beille.
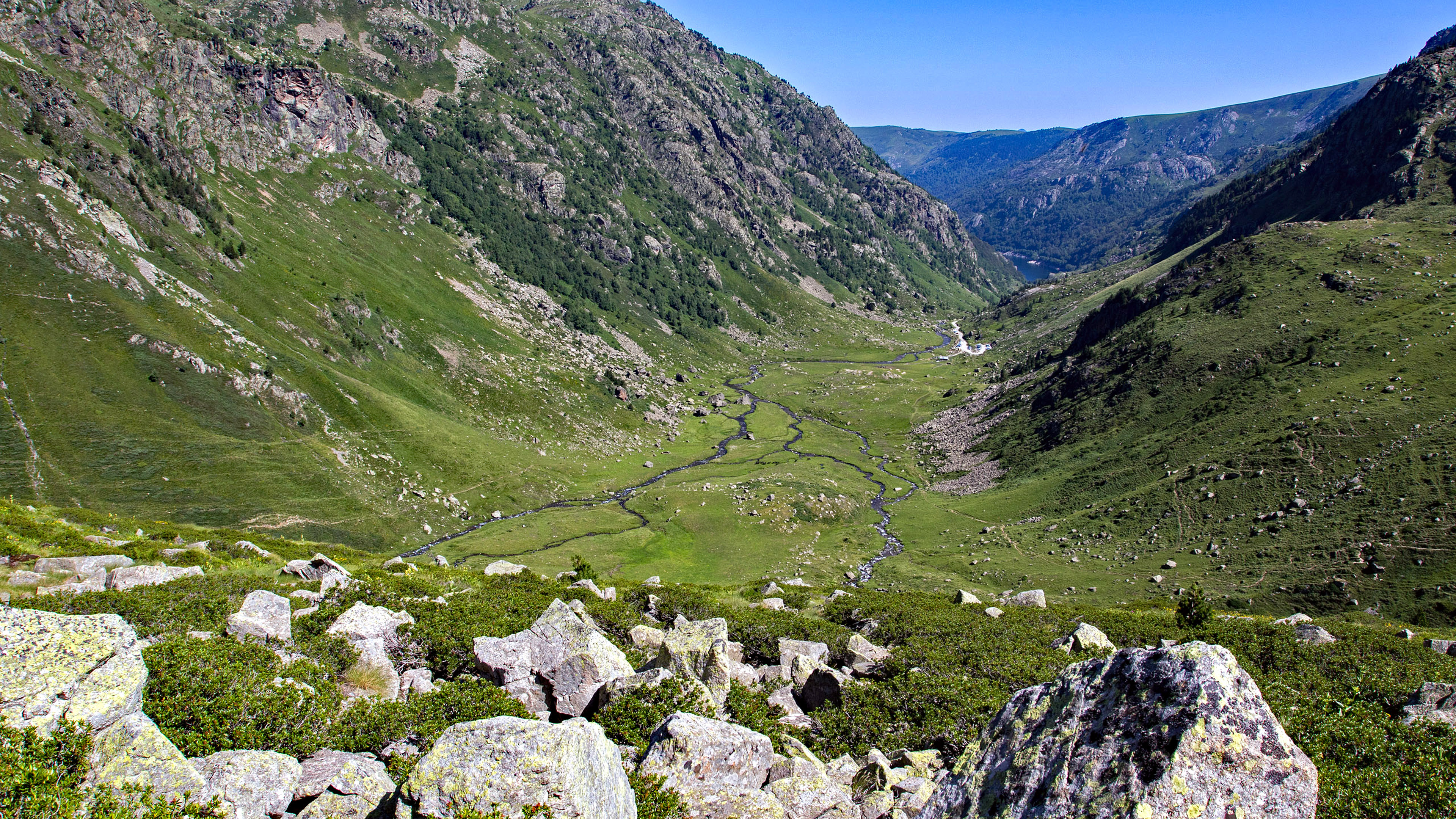
La vallée du ruisseau d'Aston, au fond l'étang de Laparan.